# Lubná u Kroměříže
Lubná (deutsch Lubna) ist eine Gemeinde in Tschechien. Sie liegt neun Kilometer südlich von Kroměříž und gehört zum Okres Kroměříž.

## Geographie
Lubná befindet sich im Nordosten des Marsgebirges am Rande des Naturparks Chřiby. Das Dorf erstreckt sich im Tal des Baches Trňák. Nordöstlich erhebt sich der Křiby (331 m), im Südosten der Holý kopec (335 m) und die Kula (391 m), südlich die Kopaniny (344 m), im Südwesten die Dvorská (382 m) und nordwestlich der Lhotecký kopec (288 m).
Nachbarorte sind Drahlov und Velké Těšany im Norden, Vrbka und Sulimov im Nordosten, Nová Dědina, Tabarky und Halenkovice im Südosten, Košíky und Jankovice im Süden, Kostelany und Čenče im Südwesten, Újezdsko, Boří und Milovice im Westen sowie Lhotka, Soběsuky und Zlámanka im Nordwesten.

## Geschichte
Archäologische Funde belegen eine Besiedlung auf dem Gebiet der Gemeinde zur Zeit des Großmährischen Reiches.
Die erste schriftliche Erwähnung des Dorfes Lubney erfolgte 1131 im Zusammenhang mit einer der Kirche in Spytihněv gehörigen Hube Land. Unter den Přemysliden wurden zur Gewährleistung der Ordnung und Erhaltung des landesherrlichen Wildbannforstes im Marsgebirge zwei Jagdgerichte (Lowczowe prawo) geschaffen. Das für den südlichen Teil befand sich in Stříbrnice und das für den nördlichen Teil in Lubna. Die Jäger und Hundeführer waren zum Schutz des Wildes, der Verfolgung von Wilderei, der Verhinderung unnötigen Holzeinschläge sowie für die Sicherheit der Waldwege und deren Instandsetzung verpflichtet. Außerdem oblag ihnen die Vorbereitung und Organisation der herrschaftlichen Jagden. Das Lowczowe prawo war zur Ahndung aller Verstöße gegen die üblichen Gepflogenheiten befugt. Im Gegenzug bestanden ihre Abgaben an die Obrigkeit lediglich im Fang von Wildtauben. Angeführt wurde das Jagdgericht von einem aus seiner Mitte gewählten magister venatorum (Jägermeister), später vom Starosten. Im Gegensatz zum Lowczowe prawo von Stříbrnice ist über das von Lubna wenig bekannt. Im 13. Jahrhundert bildete Lubna eine selbstständige Herrschaft mit einem herrschaftlichen Hof. Nach der Errichtung der Burg Buchlov wurde Lubna dieser unterstellt. Die Jäger waren jedoch freie Leute, die zudem auch außerhalb des Herrschaftsgebietes frei bewegen durften. Daraus entstand ein Zwist zwischen der Burg Buchlov und dem Kloster Velehrad, dem in einem königlichen Privileg zugesichert worden war, dass sich die Jäger nicht dauerhaft auf dem klösterlichen Besitzungen aufhalten durften. Lubná lag an dem von Kroměříž kommenden bedeutendsten Handelsweg durch das Marsgebirge, dem Hradischer Steig, der sich in den Bergen gabelte und nach Napajedla bzw. durch die Kudlovická dolina nach Hradiště führte. In dem Dorf wurde die Maut für die Burg Buchlov erhoben. Das Lubnaer Jagdgericht wurde 1489 in einem Vergleich zwischen den Brüdern Václav Šturm auf Buchlov und Diviš von Zahrádka auf Napajedla über die Anlegung von Obstgärten von rechten Ufer der March, in dem die Starosten der Jagdgerichte Lubna und Stříbrnice die Höhe der an sie zu entrichtenden Abgaben festlegten, letztmals erwähnt. Nach der Herausbildung der Burg Buchlov und der Stadt Hradiště zu den beiden Machtzentren der Region wurde das Lowczowe prawo der Burg übertragen. Die nunmehr vom Burggrafen geleitete und auf die Blutgerichtsbarkeit erweiterte Instanz bestand fortan aus den zwölf Erbjägern von Stříbrnice und einem 26-köpfigen Tribunal, dem Vertreter aus Hradiště, Buchlovice, Polešovice, Boršice, Zlechov und Tupesy angehörten. Das Jagdgericht Lubna erlosch damit. Trotz verschiedener Bemühungen von Adelsgeschlechtern, die Herrschaften Buchlov und Npajedla zu erlagen, blieben diese bis ins 16. Jahrhundert Besitz der Krone. 1515 schenkte König Wladislaw Jagiello die Herrschaft Buchlov an Archleb Trnavský von Boskowitz. Dieser veräußerte den Besitz fünf Jahre später an die Herren von Zierotin.
Nachdem 1544 Jan Ždánský von Zástřizl über seine Frau Helene von Zierotin Buchlov erworben hatte, kam es zu einer Trennung der Güter. Napajedla gehörte weiterhin den Zierotin. Dadurch wurde auch die Verbindung der Jäger von Lubna zur Burg unterbrochen, sie dienten fortan als Waldhüter der Herrschaft Napajedla. Paul von Zierotin gewährte seinen Untertanen das Heimfallsrecht. Bis zur Mitte des 19. Jahrhunderts blieb das Dorf nach Napajedla untertänig.
Nach der Aufhebung der Patrimonialherrschaften bildete Lubna ab 1850 eine Gemeinde in der Bezirkshauptmannschaft Kroměříž. Der heutige Ortsname Lubná wird seit 1872 verwendet.

## Gemeindegliederung
Für die Gemeinde Vrbka sind keine Ortsteile ausgewiesen.

## Sehenswürdigkeiten
- Kapelle
- zwei Grabstätten aus der Zeit des Großmährischen Reiches bei Tabarky. Die nördlich von Tabarky gelegene umfasst 60 Grabhügel, eine weitere liegt südöstlich von Tabarky.
- Teich Mořské oko südlich des Dorfes